# توگیاتی سیندی
توگیاتی سیندی (انگلیسی: Tugiyati Cindy؛ زادهٔ ۲۱ ژوئیهٔ ۱۹۸۵) بازیکن فوتبال اهل اندونزی است.
وی همچنین در تیم‌های ملی فوتبال زنان اندونزی و Indonesia women's national futsal team بازی کرده‌است.